# Formelsamling
Formelsamlinger benyttes af mange faggrupper, hvor der er brug for en samling af de mest anerkendte og anvendte formler som kan anvendes til diverse udregninger. Formelsamlinger varierer også i forhold til niveau hvori det skal bruges. Antallet af formelsamlinger kan således være meget stort.
Eksempelvis kendes matematiske formelsamlinger fra både folkeskolen, tekniske skoler, gymnasiale uddannelser og universiteter.